# 小浜正寛
小浜 正寛（こはま まさひろ、1967年12月17日 ‐ ）は、神奈川県横浜市出身の俳優。ワン・ツゥ・スリー所属。身長176.5cm、体重59kg。血液型はO型。

## 経歴
法政大学出身。1991年から1992年まで劇団「パラノイア百貨店」所属。1993年より宮沢章夫主宰の「遊園地再生事業団」の公演に定期出演。俳優と並行して、2001年よりアート・パフォーマー「ボクデス」としても活動しており、キリンアートアワード2001にて奨励賞を受賞した。

## 出演

### テレビドラマ
- SCANDAL (2008年のテレビドラマ)（2008年） - 甘利俊樹 役
- あんどーなつ（2008年） - 丸岡秀夫 役
- 篤姫 (NHK大河ドラマ)（2008年） - 三条実美 役
- ロス:タイム:ライフ（2008年） - 石田修吾
- ハンチョウ〜神南署安積班〜（2009年） - 江藤店長 役
- 臨場（2009年） - 矢野刑事 役
- カバチタレ!（2010年） - 船山刑事 役
- 絶対零度 (テレビドラマ)（2010年） - 谷口康夫 役
- 東京地検特捜部長・鬼島平八郎 “眠らぬ鬼”（2010年） - 山岸治 役
- 龍馬伝（2010年） - 留吉 役
- BOSS (テレビドラマ)（2011年） - 澤村正也 役
- 悪党〜重犯罪捜査班（2011年） - 所沢正信 役
- 犬を飼うということ〜スカイと我が家の180日〜（2011年） - 児玉克彦 役
- DOCTORS〜最強の名医〜（2011年） - 三好晋平 役
- 最高の人生の終り方〜エンディングプランナー〜（2012年） - 香川忠 役
- リッチマン、プアウーマン（2012年） - 山脇勝 役
- お助け屋☆陣八（2013年） - 後藤教授 役
- リアル鬼ごっこ THE ORIGIN（2013年） - 岸田茂男 役
- ダンダリン 労働基準監督官（2013年） - 木下健次郎 役
- 花燃ゆ（2015年） - 井上喜左衛門 役

### 映画
- 南極料理人（2009年） - 平さん（大気学者）役

### CM
- マンパワー・ジャパン
- NTTコミュニケーションズ「アークスター」
- 日本コカコーラ「ファンタレモン」
- ENIX「ドラゴンクエスト7」
- Sony PlayStation 2「エクスターミネーション」
- ベネッセ「こどもチャレンジぷち」
- 大塚製薬「ポカリスエットステビア」
- 住友銀行
- ツーカーホン関西
- JR西日本
- SONY「ハンディカム」
- スタッフサービス「体によく効くスタッフサービス篇」
- ヘーベルハウス「SORAKARA篇」
- ブルドックソース「和風玉ねぎソース」
- P&G「ファブリーズ・子ども目線篇」
- アリコジャパン「元気によくばり保険」
- 東洋水産「昔ながらの中華そば」
- ライオン「ストッパ下痢止め」間に合わない篇
- BIG (宝くじ)「BIGの神様」夢の6億へ編
- 財団法人NHKサービスセンター
- BSデジタル推進スポット「BSデジ樽」篇
- BS日テレ十周年キャンペーン（ボクデス）
- ミツカン「食酢」やるじゃん！すし酢  「じゃことかいわれのプチどんぶり篇」「豚のプチどんぶり篇」
- サントリー「-196℃チューハイ」製法の唄篇 (2011)
- コーワ「プチウナコーワ」(2011)
- Mobage（モバゲー）by DeNA「神撃のバハムート」(2013、2014)
- NTTグループ「つなぐ。未来と。」(2011～2013)
- ジャパネットたかた「利益還元祭」(2013)
- ヘーベルハウス 「二世帯住宅はヘーベルハウス」編(2014)
- So-net「NURO 光」～ダウンロード編～(2014)
- JAL「秋休み一人旅」編(2014)
- 集英社「ナツイチ2015」(2015)
- メガネの田中「メガネ生活、変わる」編(2014～)
- NTT東日本「光と小学校」篇(2015)
- エステWAM「シェイプアップミラー」篇(2015)